# Тевтам (военачальник)
Тевта́м (др.-греч. Tεύταμoς) — македонский военачальник IV века до н. э. Один из командиров элитного отряда македонской фаланги аргираспидов.
В источниках Тевтам упомянут исключительно в связи с событиями Второй войны диадохов. Некоторое время он находился на службе у Эвмена, участвовал в битвах при Паретакене и Габиене. После того как Антигон Одноглазый захватил обоз аргираспидов, в котором находились их имущество и семьи, Тевтам предал Эвмена. По его приказу Эвмен был захвачен и доставлен к Антигону. Дальнейшая судьба Тевтама достоверно неизвестна.

## Биография
Тевтам был македонским аристократом и, предположительно, участвовал в походах Александра в качестве одного из командиров гипаспистов и, возможно, аргираспида. Источники упоминают Тевтама в качестве одного из командиров элитного подразделения македонских воинов-ветеранов аргираспидов. На этой должности он занимал подчинённое положение у второго военачальника Антигена. По одной из версий, регент Македонской империи Антипатр во время раздела в Трипарадисе (321 или 320 год до н. э.) назначил Тевтама заместителем Антигена, поручив бдительно следить за военачальником аргираспидов, который отвечал за охрану царской сокровищницы в Киинде в Киликии.
В одном из фрагментов Диодор Сицилийский писал, что Антиген и Тевтам были сатрапами. Если это утверждение достоверно, то сатрапия Тевтама должна была быть менее значимой по сравнению с Сузианой, формальным руководителем которой являлся Антиген. По мнению А. Босворта, Тевтам мог быть сатрапом Паретакены. В 318 году до н. э. регент империи Полиперхон приказал Антигену и Тевтаму выдать Эвмену 500 талантов из царской сокровищницы и встать со своими воинами под его знамёна в предстоящей войне с Антигоном и Птолемеем.
Согласно Диодору Сицилийскому, Антиген и Тевтам поздравили Эвмена с успешным снятием осады с его войска в Норе и охотно с войском из трёх тысяч аргираспидов влились в его армию. Плутарх и Полиэн привели, с вариациями, другую версию событий. Согласно этим авторам, Антиген с Тевтамом на словах приветливо приняли Эвмена, но «кипели завистью и честолюбием, полагая для себя унизительным быть на втором плане». Также они считали для себя, как македонян, недостойным подчиняться чужеземцу-греку. Эвмен, чтобы успокоить завистников, сообщил, что ему во сне явился Александр. Легендарный царь приказал поставить шатёр, в котором он сам незримо будет участвовать на советах военачальников. «Антиген и Тевтам, не желавшие ходить к Эвмену, который в свою очередь считал для себя надостойным стучаться в чужие двери, охотно на это согласились».
Диодор Сицилийский упоминает о двух попытках подкупить Тевтама. Инициатором первой был египетский сатрап Птолемей, который высадился со своими войсками в Киликии. Другой диадох Антигон через своего приближённого Филоту даже смог убедить Тевтама принять деньги. После этого Тевтам обратился к Антигену с предложением перейти на сторону Антигона. Однако Антиген смог переубедить товарища по службе. Он указывал, что Эвмен, в отличие от Антигона, отстаивает наследственные права Аргеадов и, соответственно, воюет за правое дело. Также, после победы Антигон не только не выполнит своих обещаний, но и заберёт у Тевтама всё то, чем он обладал ранее. Эвмен, в отличие от Антигона, не имеет царских амбиций и после победы ограничится должностью стратега. Он будет вынужден стараться приобрести лояльность Тевтама с помощью даров и соответствующего обращения. Доводы Антигена убедили Тевтама отклонить предложения Антигона и продолжить службу у Эвмена.
Во время битвы при Паретакене 317/316 года до н. э. Антиген и Тевтам командовали шестью тысячами гипаспистов и аргираспидов. Впоследствии Антиген и Тевтам организовали заговор, согласно которому Эвмена следовало устранить после того, как тот выиграет сражение против Антигона. Возможно, свидетельство Плутарха об участии в заговоре Антигена недостоверно и является следствием традиции совмещать действия командиров аргираспидов, либо негативного отношения к Антигену у первоисточника. По версии Плутарха, Эвмен узнал о заговоре. Его реакцией стало написание завещания. Во время битвы при Габиене 317/316 года до н. э. Антигон захватил обоз аргираспидов, в котором, среди прочего, находились их семьи. После сражения на совете военачальников были высказаны два предложения — бежать или дать Антигону второе сражение с уцелевшими силами. Эвмен отстаивал второе предложение, так как, по его мнению, потери Антигона были настолько велики, что войско врага не выдержит повторного сражения. Антиген с Тевтамом отвергли оба предложения. Аргираспиды не хотели ни бежать, ни сражаться, осознавая, что их имущество, жёны и дети находятся в руках Антигона.
Сразу же после сражения, согласно Плутарху, «люди Тевтама» отправились к Антигону с просьбой вернуть обоз. Юстин утверждал, что послы аргираспидов обратились к Антигону «без ведома военачальников», хотя, в любом случае, Тевтам должен был знать о происходящем. Антигон согласился вернуть аргираспидам всё их имущество в неприкосновенности при условии, что к нему доставят Эвмена. По мнению И. Г. Дройзена, именно Тевтам принял это предложение. В интерпретации И. Г. Дройзена действия Тевтама обусловили поражение Эвмена и исход Второй войны диадохов. По мнению историка, если бы Тевтам не отправил посольство к Антигону и не пошёл бы на измену, то Эвмен имел все шансы убедить своих военачальников принять сражение и победить обескровленные силы Антигона.
Дальнейшая судьба Тевтама, после того как аргираспиды выдали Эвмена Антигону, достоверно неизвестна. Предположительно, он, в отличие от Антигена, избежал казни. Возможно, он был уволен в связи с преклонным возрастом, либо в составе других аргираспидов был отправлен к сатрапу Арахозии Сибиртию, которому было приказано «уничтожить всех до одного, чтобы никто из них не вернулся в Македонию».

### Исследования
- Дройзен И. Г. История эллинизма. — Ростов-на-Дону: Феникс, 1995. — Т. 2. — 544 с. — ISBN 5-85880-079-3.
- Шофман А. С. Распад империи Александра Македонского / Печатается по постановлению редакционно-издательского совета Казанского университета. Отв. редактор В. Д. Жигунин. — Казань: Издательство Казанского университета, 1984.
- Anson E. Eumenes of Cardia. A Greek among Macedonians (англ.). — 2nd ed. — Leiden; Boston: Brill, 2015. — (Mnemosyne Supplements, History and Archaeology of Classical Antiquity, vol. 383). — ISBN 978-90-04-29717-3.
- Heckel W. Who's Who in the Age of Alexander the Great: Prosopography of Alexander's Empire (англ.). — Malden; Oxford; Carlton: Blackwell Publishing, 2006. — 389 p. — ISBN 1-4051-1210-7.
- Heckel W. Who's Who in the Age of Alexander and his Successors. From Chaironea to Ipsos (338—301 BC) (англ.). — Barnsley: Greenhill Books, 2021. — 554 p. — ISBN 978-1-78438-648-1.
- Stähelin F.[англ.]. Teutamos 3 // Paulys Realencyclopädie der classischen Altertumswissenschaft :  [нем.] / Georg Wissowa. — Stuttgart : J. B. Metzler’sche Verlagsbuchhandlung, 1934. — Bd. V A,1. — Kol. 1152—1153.